# Paracorophium excavatum
Paracorophium excavatum is een vlokreeftensoort uit de familie van de Corophiidae. De wetenschappelijke naam van de soort is voor het eerst geldig gepubliceerd in 1884 door G.M. Thomson.